# 廖王坪乡
廖王坪乡，是中华人民共和国湖南省郴州市苏仙区下辖的一个乡镇级行政单位。

## 行政区划
廖王坪乡下辖以下地区：
廖王坪社区、正源村、凉源村、思田村、草田铺村、朱家湾村、廖王坪村、余家村和三塘下村。